# Nordmalings bibliotek
Nordmalings bibliotek är Nordmalings kommuns huvudbibliotek.

## Historik
Biblioteket i Nordmaling har gamla anor. År 1868 nämns biblioteket i folkskoleinspektionens rapport. En av de första föreståndarna var folkskolläraren Isak Edward Dahlström som kom till Nordmaling 1879. I en kassabok för sockenbiblioteket 1887–1907 kan man läsa att anslaget i början av 1900-talet var 75 kr per år varav 20 kr var arvode till bibliotekarien. År 1907 kunde man i reglementet för Nordmalings kommunbibliotek läsa att det var gratis att låna, lånetiden var sex veckor och bibliotekets bestånd bestod av 537 böcker. År 1912 tog Isak Edward Dahlströms dotter, Betty Dahlström-Carloz, över biblioteket som hon skötte fram till 1950.
Andra biblioteksformer som uppstod i början i slutet av 1800-talet och början av 1900-talet var Norrbyskärs skol- och arbetarbibliotek, vandringsbibliotek samt biblioteket i Rundvik. År 1951 slog man ihop biblioteksverksamheterna och fick ett sammanslaget bokbestånd på 6 600 böcker. De första åren stod biblioteket i Rundvik men flyttades snart till kommunalhuset på Nordmalingsvallen. Biblioteket flyttade till nybyggda lokaler i Kyrkovallens skola 1975,  där det blev kvar.
År 1956 påbörjade Vindeln, Vännäs och Nordmaling ett samarbete om utkörning av böcker till filialerna. Detta avslutades 1978 då Vindeln och Vännäs fick egna bussar.
Alla bokstationer i Nordmaling lades ner 1981.
Under budgetarbetet hösten 1991 gick kommunstyrelsen ut med en förfrågan till Arbetarnas bildningsförbund (ABF) om de kunde ta på sig att driva filialbiblioteket i Rundvik och Studieförbundet Vuxenskolan driva huvudbiblioteket. Författarcentrum hotade med landsomfattande strejk. Frågan om bibliotek på entreprenad engagerade många. Åke Lundgren, författarförbundets representant i frågan, menade att motståndet var intakt och att om Vuxenskolan tar över biblioteket är konflikten ett faktum.
Biblioteket blev aldrig satt på entreprenad och drivs fortfarande av kommunen.

## Översikt
Nordmalings bibliotek ingår i Umeåregionens samarbete, där ingående kommuner samarbetar i frågor som rör biblioteken. De 24 folkbiblioteken i samarbetet använder samma bibliotekskort. Media som inte finns inne på närmsta bibliotek kan skickas från ett annat av biblioteken. Lånen kan också återlämnas på valfritt av dessa bibliotek.
Samarbetet är ett resultat av projektet Bibliotek 2007. Ett då omskrivet moderniseringsprojekt med en budget på 10 miljoner kronor varav 5 miljoner beviljades från EU:s strukturfonder.
År 2019 fanns 41 061  böcker med skriven text på biblioteket. Bibliotekschef var 2019 Tommy Bildström.